# Ectoedemia phyllotomella
Ectoedemia phyllotomella là một loài bướm đêm thuộc họ Nepticulidae. Nó là loài duy nhất được tìm thấy ở Liguria và Lucania in miền bắc Ý.
Sải cánh dài 4.6-5.2 mm. Con trưởng thành bay từ tháng 4 đến tháng 5. Có một lứa một năm.
Ấu trùng ăn Quercus cerris. Chúng ăn lá nơi chúng làm tổ.